# Giacomo Filippo Fransoni
Giacomo Filippo Fransoni (ur. 10 grudnia 1775 w Genui, zm. 20 kwietnia 1856 w Rzymie) – włoski kardynał, wysoki urzędnik Kurii Rzymskiej.
Pochodzi ze szlacheckiego rodu. Jego ojciec był senatorem Republiki Genueńskiej. W roku 1806 uzyskał doktorat obojga praw podczas studiów w Wiecznym Mieście. Święcenia kapłańskie otrzymał 14 marca 1807 roku. Przez wiele kolejnych lat pracował w Kurii Rzymskiej. Od roku 1816 prałat domowy Jego Świątobliwości. 7 września 1822 otrzymał nominację na tytularnego biskupa Nazianzo. Sakry udzielił mu kardynał Pietro Francesco Galleffi. 21 stycznia 1823 mianowany nuncjuszem w Portugalii. Z funkcji tej zwolniony po trzech latach, kiedy to otrzymał promocję kardynalską. Otrzymał wówczas kościół tytularny Santa Maria in Ara Coeli. Od 21 listopada 1834 do śmierci sprawował urząd prefekta Kongregacji Rozkrzewiania Wiary. W roku 1855 jego kościołem tytularnym została bazylika San Lorenzo in Lucina. W niej też został pochowany.